# Wanda Dugiel
Wanda Dugiel – polska ekonomistka, Profesor uczelni w Szkole Głównej Handlowej w Warszawie, doktor habilitowany nauk ekonomicznych. Pracuje w Katedrze Unii Europejskiej im. J. Monneta w Kolegium Ekonomiczno-Społecznym Szkoły Głównej Handlowej w Warszawie.

## Życiorys
W 1995 ukończyła studia na Wydziale Handlu Zagranicznego w Szkole Głównej Handlowej w Warszawie. 9 października 2002 uzyskała stopień doktora dzięki pracy pt. Konsekwencje przyjęcia przez Polskę wspólnej polityki rolnej UE, a 26 czerwca 2014 habilitowała się na podstawie oceny dorobku naukowego i pracy zatytułowanej Światowy system handlu-nowe wyzwania i próby reform. Była wykładowcą Instytutu Nauk Ekonomicznych w Państwowej Wyższej Szkoły Zawodowej w Płocku.

## Publikacje
- 2013: Światowy system handlu – nowe wyzwania i próby reform[1]
- 2016: Globalne regulacje bezpośrednich inwestycji zagranicznych – trudności tworzenia i znaczenie dla handlu międzynarodowego[1]